# Jakub Józef Jakubowski
Józef Jakub Jakubowski (ur. 25 listopada 1796 w Pińczowie, zm. 16 marca 1866 w Krakowie) – polski lekarz, poseł na sejm 1848, protomedyk Wolnego Miasta Kraków.

## Życiorys
Urodził się w Pińczowie dnia 25 listopada 1796 w rodzinie Macieja doktora medycyny i jego żony Tekli z Różańskich. W rodzinnym mieście ukończył gimnazjum i mimo to wstąpił w 1811 do liceum św. Anny w Krakowie.
W 1814 wstąpił do Szkoły Głównej Krakowskiej na wydział medyczny. W 1820 ukończył uczelnię i w następnym roku otrzymał stopień doktora medycyny za rozprawę De hydrophobia.
W 1823 został lekarzem miejskim, któremu podlegały cztery szpitale i był równocześnie lekarzem w szpitalu św. Ducha. W 1827 został mu powierzony nadzór nad szpitalnictwem więziennym i w 1833 otrzymał urząd protomedyka. Był naczelnym lekarzem miasta i do jego obowiązków należały sprawy dotyczące zdrowia publicznego. Urząd ten sprawował do przejścia na emeryturę w 1855. Do niego należała organizacja służby sanitarnej w czasie epidemii cholery w latach 1831, 1836 i 1849.
W 1829 rozpoczął wykłady na Uniwersytecie Jagiellońskim, w roku 1833 na skutek represji po powstaniu listopadowym złożył rezygnację z prowadzenia zajęć na uczelni.
W czasie powstania krakowskiego powołany był do tzw. Rady Nieustającej, powstanie upadło po 9 dniach; w czasie Wiosny Ludów wybrany został do parlamentu w Wiedniu.
Był członkiem Towarzystwa Naukowego Krakowskiego w okresie 15 XI 1824 do 22 I lub 29 II 1848, należał do Towarzystwa Stróżów Grobu Chrystusa, działał w Towarzystwie Dobroczynności i w Funduszu Pogorzelców powołanym po tragicznym pożarze Krakowa w 1850.
Zmarł dnia 16 marca 1866 w Krakowie i pochowany został na cmentarzu Rakowickim.